# Álgebra multilineal

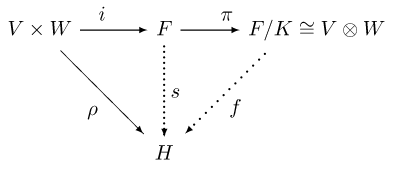
Construcción de productos de tensores.

En la matemática, el álgebra multilineal es un área de estudio que generaliza los métodos del álgebra lineal. Los objetos de estudio son los productos tensoriales de espacios vectoriales y las transformaciones multi-lineales entre los espacios.
El álgebra multilineal extiende los principios del álgebra lineal a dimensiones superiores, tratando con objetos como tensores, mapas multilineales y productos exteriores. Su aplicación abarca varios campos, proporcionando herramientas esenciales para resolver problemas complejos en disciplinas como la física, la informática, la economía y el aprendizaje automático.
En física, el álgebra multilineal desempeña un papel crucial en el estudio de campos tensoriales, que describen las propiedades físicas de los objetos en el espacio-tiempo, como las tensiones, la deformación y los campos electromagnéticos. Los tensores, que son generalizaciones de escalares y vectores, se utilizan en la teoría general de la relatividad para describir la curvatura del espacio-tiempo. Además, en la mecánica cuántica, el álgebra multilineal es esencial para tratar con operadores que actúan sobre estados cuánticos de múltiples partículas y formular problemas multidimensionales.
En informática, el álgebra multilineal es fundamental en el aprendizaje automático, especialmente en áreas como el aprendizaje profundo, donde los tensores se utilizan para representar datos en redes neuronales. Operaciones como la descomposición de tensores permiten extraer patrones y estructuras significativas de grandes conjuntos de datos. Las redes neuronales convolucionales (CNN), por ejemplo, dependen en gran medida de las operaciones con tensores para procesar y reconocer datos de imágenes. Además, el álgebra multilineal es clave en la informática gráfica, donde se realizan transformaciones y proyecciones en el espacio 3D utilizando matrices y tensores.
En economía, el álgebra multilineal encuentra aplicaciones en problemas de optimización, especialmente en áreas como la teoría de juegos, donde los procesos de toma de decisiones en múltiples agentes pueden ser modelados con la ayuda de tensores y arreglos multidimensionales. El álgebra multilineal también se utiliza en el estudio de modelos de insumo-producto, que describen las interrelaciones entre diferentes sectores de una economía.
Finalmente, las ciencias biológicas se benefician del álgebra multilineal a través de aplicaciones en la genómica, donde las descomposiciones de tensores se utilizan para analizar grandes conjuntos de datos biológicos, como los niveles de expresión génica en diferentes condiciones. En biología de sistemas, estas técnicas ayudan a modelar y comprender redes bioquímicas complejas.

## Origen
Si bien muchos conceptos y aplicaciones teóricas involucran vectores simples, matemáticos como Hermann Grassmann consideraron estructuras que involucran pares, tripletes y multivectores que generalizan vectores. Con múltiples posibilidades combinacionales, el espacio de multivectores se expande a 2n dimensiones, donde n es la dimensión del espacio vectorial relevante. El determinante se puede formular de forma abstracta utilizando las estructuras del álgebra multilineal. 
El álgebra multilineal aparece en el estudio de la respuesta mecánica de los materiales a la tensión y la deformación, involucrando varios módulos de elasticidad. El término «tensor» describe elementos dentro del espacio multilineal debido a su estructura añadida. A pesar de los primeros trabajos de Grassmann en 1844 con su Ausdehnungslehre, que también se volvió a publicar en 1862, al principio el tema no se comprendió ampliamente, ya que incluso el álgebra lineal ordinaria planteaba muchos retos en aquella época.
Los conceptos del álgebra multilineal encuentran aplicaciones en ciertos estudios de cálculo multivariante y variedades, en particular en lo referente a la matriz jacobiana. Los diferenciales infinitesimales que se encuentran en el cálculo de una sola variable se transforman en formas diferenciales en Cálculo multivariable, y su manipulación se lleva a cabo utilizando el álgebra exterior.
Tras Grassmann, los desarrollos en álgebra multilineal fueron realizados por Victor Schlegel en 1872 con la publicación de la primera parte de su System der Raumlehre  y por Elwin Bruno Christoffel. Notablemente, avances significativos vinieron a través del trabajo de Gregorio Ricci-Curbastro y Tullio Levi-Civita, particularmente en la forma de cálculo diferencial absoluto dentro del álgebra multilineal. Marcel Grossmann y Michele Besso introdujeron esta forma a Albert Einstein, y en 1915, la publicación de Einstein sobre relatividad general, explicando la precesión del perihelio de Mercurio, estableció el álgebra multilineal y los tensores como importantes herramientas matemáticas en física.
En 1958, Nicolas Bourbaki incluyó un capítulo sobre álgebra multilineal titulado «“”Algèbre Multilinéaire“”» en su serie Éléments de mathématique, concretamente dentro del libro de álgebra. El capítulo trata temas como las funciones bilineales, el producto tensorial de dos módulos, y las propiedades de los productos tensoriales.

## Notación
El álgebra multilineal hace un uso intensivo de la notación multi-índice. Una notación de ese tipo hace representar las combinaciones lineales por un conjunto de dos o más índices repetidos.
- En el caso elemental (tensores de rango uno contravariantes) tenemos, usando la convención de la suma de Einstein: {\displaystyle \scriptstyle X=X^{s}e_{s}\,}. Lo cual indica que el objeto X, es la combinación lineal:

{\displaystyle \sum _{s=1}^{n}X^{s}e_{s}=X^{1}e_{1}+X^{2}e_{2}+\cdots +X^{n}e_{n}}

sobre los vectores básicos {\displaystyle \scriptstyle e_{s}\,}, y los {\displaystyle \scriptstyle X^{s}\,} llamados los componentes de X. Aquí {\displaystyle n} es la dimensión (algebraica) de espacio donde "vive" X. Por convención se llama a estos 1-contra-tensores.
- En rango uno también están los 1-co tensores, es decir mapeos lineales desde el espacio elegido hacia el campo de los escalares. Ellos se escriben como combinación lineal de los funcionales lineales {\displaystyle e^{s}}, transformaciones lineales {\displaystyle \scriptstyle V\to \mathbb {K} } que satisfacen: {\displaystyle \scriptstyle e^{s}(e_{\sigma })={\delta ^{s}}_{\sigma }}, donde (como clásicamente) se está usando la delta de Kronecker. Así cualquier covector {\displaystyle \scriptstyle f\colon V\to \mathbb {K} } se escribe como {\displaystyle \scriptstyle f=f_{s}e^{s}\,}, notación que abrevia {\displaystyle \scriptstyle f=f_{1}e^{1}+\cdots +f_{n}e^{n}\,}.
- Tensores de rango dos:
  - Un tensor de rango dos contravariante es {\displaystyle \scriptstyle B=B^{st}e_{s}\otimes e_{t}}.
  - Un tensor de rango dos covariante es {\displaystyle \scriptstyle C=C_{st}e^{s}\otimes e^{t}}.
  - Y un tensor de rango dos mixto es {\displaystyle \scriptstyle D={D^{s}}_{t}e_{s}\otimes e^{t}}. Esto indica una combinación lineal bi-indexada.

Por ejemplo,

{\displaystyle B=B^{11}e_{1}\otimes e_{1}+B^{12}e_{1}\otimes e_{2}+B^{21}e_{2}\otimes e_{1}+B^{22}e_{2}\otimes e_{2}}

si la dimensión del espacio es dos.
- Generalizando lo anterior se escribe {\displaystyle \scriptstyle {A^{i_{1}i_{2}...i_{p}}}_{j_{1}j_{2}...j_{q}}} para representar los componentes de un tensor mixto  A, que es p-contravariante y q-covariante. Pero

{\displaystyle A={A^{i_{1}i_{2}...i_{p}}}_{j_{1}j_{2}...j_{q}}e_{i_{1}}\otimes \cdots \otimes e_{i_{p}}\otimes e^{j_{1}}\otimes \cdots \otimes e^{j_{q}}}

representa una combinación lineal multi-indexada.
Todo lo anterior sólo ha sido considerando que el espacio vectorial es de dinensión finita igual a n.

## Producto tensorial
Teniendo dos espacios vectoriales V, W, con respectivas bases {\displaystyle \{b_{1},...,b_{n}\}}, {\displaystyle \{c_{1},...,c_{m}\}} se define su producto tensorial

{\displaystyle V\otimes W:=\langle \{b_{i}\otimes c_{j}\}\rangle }

es decir el espacio vectorial generado por los nuevos símbolos 

{\displaystyle \{b_{1}\otimes c_{1},b_{1}\otimes c_{2},...,b_{n}\otimes c_{m-1},b_{n}\otimes c_{m}\}}

Y por lo tanto si un objeto X que vive en (pertenece a) {\displaystyle \scriptstyle V\otimes W} entonces él se puede representar como una combinación lineal

{\displaystyle X=X^{11}b_{1}\otimes c_{1}+X^{12}b_{1}\otimes c_{2}+\cdots +X^{ij}b_{i}\otimes c_{j}+\cdots +X^{nm}b_{n}\otimes c_{m}}

y la cual se va a abreviar como

{\displaystyle X=X^{st}b_{s}\otimes c_{t}}

los índices repetidos s  o t, una vez arriba y una vez abajo  -está convenido- indica sumación, cada uno.
Esta definición es absolutamente abstracta, pero desde el punto de vista algebraico no hay ningún problema explorar todas las posibilidades del producto tensorial. Una plétora de espacios surge (y de importancia capital) simplemente al considerar un espacio vectorial V y su dual {\displaystyle V^{*}} uno obtiene los espacios:

{\displaystyle V\otimes V\otimes V=V^{3\otimes }}

{\displaystyle \scriptstyle V\otimes V^{*}={\rm {Hom}}(V)}
{\displaystyle \scriptstyle V^{*}=\Lambda ^{1}(V)\,}
{\displaystyle \scriptstyle V\wedge V}
{\displaystyle \scriptstyle \Lambda ^{k}(V)\,}
Todos ellos de uso cotidiano en la geometría diferencial, geometría algebraica, álgebra conmutativa, relatividad y cuántica, teorías de campo, QFT, TQFT y otras.

## Tensores y formas
Sea {\displaystyle V} generado por los {\displaystyle b_{i}}. Simbolicemos con 
{\displaystyle \beta ^{\mu }} la base de dual {\displaystyle \scriptstyle V^{*}}.
Cualquier elemento de {\displaystyle \scriptstyle V^{*}\otimes V^{*}} se escribe de la forma
{\displaystyle \scriptstyle B_{\mu \nu }\beta ^{\mu }\otimes \beta ^{\nu }}. Esta misma expresión puede ser vista como un mapa bilineal
{\displaystyle \scriptstyle V\times V{\stackrel {B_{\mu \nu }\beta ^{\mu }\otimes \beta ^{\nu }}{\longrightarrow }}\mathbb {R} }
{\displaystyle \scriptstyle (b_{i},b_{j})\mapsto B_{\mu \nu }\beta ^{\mu }\otimes \beta ^{\nu }(b_{i},b_{j})=B_{ij}}
sabiendo que 
{\displaystyle \scriptstyle \beta ^{\mu }\otimes \beta ^{\nu }(b_{i},b_{j})={\delta ^{\mu }}_{i}{\delta ^{\nu }}_{j}} - kronecker.
Otro de rango dos es {\displaystyle \scriptstyle V\otimes V^{*}}. Los elementos de aquí se ven como combinaciones lineales bi-indexadas {\displaystyle \scriptstyle {B^{\mu }}_{\nu }b_{\mu }\otimes \beta ^{\nu }}.

## Utilización en topología algebraica
Hacia mediados del siglo XX, los tensores se reformularon de forma más abstracta. El tratado Álgebra multilineal del grupo Bourbaki fue especialmente influyente; de hecho, el término álgebra multilineal puede haberse originado allí.
Una de las razones de entonces fue una nueva área de aplicación, el álgebra homológica. El desarrollo de la topología algebraica durante la década de 1940 supuso un incentivo adicional para el desarrollo de un tratamiento puramente algebraico del producto tensorial. El cálculo de grupos de homología del producto de dos espacios topológicos implica el producto tensor; pero sólo en los casos más sencillos, como un toroide, se calcula directamente de ese modo (véase el teorema de Künneth). Los fenómenos topológicos eran lo suficientemente sutiles como para necesitar mejores conceptos fundacionales; técnicamente hablando, había que definir los funtores Tor.
El material a organizar era bastante extenso, incluyendo también ideas que se remontaban a Hermann Grassmann, las ideas de la teoría de formas diferenciales que habían conducido a la cohomología de De Rham, así como ideas más elementales como el producto de cuña que generaliza el producto cruz.
La redacción resultante del tema, bastante severa, por parte de Bourbaki, rechazó por completo un enfoque del cálculo vectorial (la vía del cuaternión, es decir, en el caso general, la relación con los grupos de Lie), y en su lugar, aplicó un enfoque novedoso utilizando la teoría de categorías, con el enfoque de los grupos de Lie considerado como un asunto aparte. Dado que esto conduce a un tratamiento mucho más limpio, probablemente no había vuelta atrás en términos puramente matemáticos. (Estrictamente, se invocó el enfoque de propiedades universales; éste es algo más general que la teoría de categorías, y la relación entre ambas como vías alternativas también se estaba aclarando, al mismo tiempo).
De hecho, lo que se logró es esencialmente una explicación de por qué los espacios tensoriales son las construcciones necesarias para convertir problemas multilineales en problemas lineales. No hay ninguna intuición geométrica en este enfoque puramente algebraico.
Al reexpresar los problemas en términos de álgebra multilineal, existe una "mejor solución" clara y bien definida: las restricciones que ejerce la solución son exactamente las que se necesitan en la práctica. En general, no es necesario invocar ninguna construcción ad hoc, idea geométrica o recurso a sistemas de coordenadas. En la jerga de la teoría de categorías, todo es totalmente natural'.

## Aplicaciones

### Física
En la física teórica, se utilizan tensores para describir magnitudes físicas como los tensores de tensión, los campos electromagnéticos y los tensores de curvatura en la Teoría General de la Relatividad.

### Aprendizaje automático y análisis de datos
Los tensores también se utilizan en el análisis de datos y en el aprendizaje automático, especialmente en modelos de aprendizaje profundo como redes neuronales, para representar estructuras de datos complejas.

### Ingeniería
En las ciencias de la ingeniería, los tensores se utilizan para describir las propiedades mecánicas de los materiales, la mecánica de fluidos y otros fenómenos físicos.

## Algunos conceptos desarrollados (lista incompleta)
- tensor
- espacio dual
- covector
- geometría diferencial
- cálculo tensorial
- análisis vectorial
- covariancia y contravariancia
- tensor métrico
- derivada covariante
- conexión
- tensor de curvatura de Riemann
- símbolos de Christoffel
- álgebra exterior
- forma diferencial
- curvatura
- teorema de Stokes
- Símbolo de Levi-Civita
- Sección (matemática)
- Campo vectorial
- Campo tensorial
- Pullback